# Nordin Musampa
Nordin Musampa (Almere, Países Bajos, 13 de octubre de 2001) es un futbolista neerlandés que juega como defensa en el F. C. Groningen de la Eredivisie.

## Trayectoria
Comenzó su carrera futbolística en el AVV Zeeburgia y en el USV Elinkwijk, donde jugó hasta 2014. A continuación, se trasladó al Almere City FC durante dos años antes de pasar a la renombrada cantera del Ajax de Ámsterdam. En la 2016-17, disputó cuatro partidos con la selección sub-17. En la temporada siguiente se afianzó en el equipo y marcó un gol en 26 partidos. En la 2018-19, jugó principalmente con el equipo sub-19, incluso en la Liga Juvenil de la UEFA.
Hizo su primera aparición con el Jong Ajax en la Eerste Divisie de segunda división como titular en un partido contra el Jong FC Utrecht el 25 de marzo de 2019. En la temporada siguiente, sólo jugó con la selección sub-19. Sin embargo, firmaría su primer contrato profesional con el Jong Ajax en junio de 2020, junto a su compañero Terrence Douglas. Se convirtió en titular del equipo durante la temporada 2020-21, y marcó su primer gol profesional contra el MVV Maastricht el 23 de octubre de 2020.

## Selección nacional
Ha jugado en varias selecciones juveniles de Países Bajos. Con la selección sub-17 ganó el Campeonato Europeo Sub-17 de la UEFA 2018, tras vencer a Italia en la final.

## Estadísticas

### Clubes
Actualizado al último partido disputado el 29 de septiembre de 2023.
| Club                           | Div.          | Temporada     | Liga  | Liga  | Copas nacionales | Copas nacionales | Copas internacionales | Copas internacionales | Total | Total |
| Club                           | Div.          | Temporada     | Part. | Goles | Part.            | Goles            | Part.                 | Goles                 | Part. | Goles |
| ------------------------------ | ------------- | ------------- | ----- | ----- | ---------------- | ---------------- | --------------------- | --------------------- | ----- | ----- |
| Jong Ajax · Países Bajos       | 2.ª           | 2018-19       | 1     | 0     | —                | —                | —                     | —                     | 1     | 0     |
| Jong Ajax · Países Bajos       | 2.ª           | 2020-21       | 24    | 2     | —                | —                | —                     | —                     | 24    | 2     |
| Jong Ajax · Países Bajos       | 2.ª           | 2021-22       | 30    | 1     | —                | —                | —                     | —                     | 30    | 1     |
| Jong Ajax · Países Bajos       | Total club    | Total club    | 55    | 3     | 0                | 0                | 0                     | 0                     | 55    | 3     |
| F. C. Groningen · Países Bajos | 1.ª           | 2022-23       | 8     | 0     | 0                | 0                | —                     | —                     | 8     | 0     |
| F. C. Groningen · Países Bajos | 2.ª           | 2023-24       | 1     | 0     | 0                | 0                | —                     | —                     | 1     | 0     |
| F. C. Groningen · Países Bajos | Total club    | Total club    | 9     | 0     | 0                | 0                | 0                     | 0                     | 9     | 0     |
| Total carrera                  | Total carrera | Total carrera | 64    | 3     | 0                | 0                | 0                     | 0                     | 64    | 3     |

## Palmarés
Países Bajos sub-17
- Campeonato de Europa Sub-17 de la UEFA: 2018[10]